# فعل أمر
فعل الأمر أو: الأمر (بالصيغة) في علم النحو هو أحد أقسام الفعل الثلاثة. والأمر: طلب الفعل على وجه التكليف والإلزام بشيء[بحاجة لدقة أكثر] لم يكن حاصلاَ قبل الطلب، ويبنى فعل الأمر على ما يجزم به مضارعه.

## بناء فعل الأمر
1. يُبنى فعل الأمر على السكون (إذا كان الفعل صحيحاً أو اتصلت به نون النسوة).
2. حذف حرف العلة (إذا كان الفعل معتلاً بالألف أو بالواو أو بالياء).
3. حذف النون (إذا اتصلت به واو الجماعة أو ياء المخاطبة أو ألف الاثنين).
4. الفتح (إذا اتصلت به نون التوكيد الثقيلة أو الخفيفة)

## صيغ فعل الأمر
ولفعل الأمر عدة صيغ، وهي:
- الصيغة الأولى: أن يأتي فعل الأمر بصيغته المعروفة، مثل: (اصبر، اذهب، اسمع، ...)
- الصيغة الثانية: أن يأتي المصدر لينوب عن فاعله، مثل: (اصبر- صبراً، أحسن - إحساناً...)
- الصيغة الثالثة: أن تقترن لام الأمر بالفعل المضارع، مثل: (لتذهب، لتسمع...)
- الصيغة الرابعة: أن تأتي صيغة الأمر على النحو الآتي: اسم فعل الأمر، مثل: (عليك نفسك هذبها، رويدك، صه...)

## حرف الأمر
عشرون فعل أمر جاءت على حرف واحد، وكلها مكسورة إلا:(رَ) من رَأَى يَرَى ووَرَى يَري؛ فإنه مفتوح[ذكره العلامة أحمد تيمور باشا(ت1348هـ) في المختارات].
وهي:
1/(إِ) من وَأَى يَئِي وَأْيًا، والوأي: الوعد.
2/(تِ) من أَتَى يَأْتِي أَتْيًا وأُتِيًّا وإِتِيًّا وإِتْيَانًا وإِتْيَانَةً ومَأْتَاةً؛ أي: جئته، وبعض العرب تقول في الأمر:(ائت)، وأكثر الناس يأمرون بـ(ائت)لا(تِ)!.
3/(ثِ) من وَثَى يَثي؛ أي: وَشَى به عند السلطان.
4/(جِ) من وَجَى يَجي؛ أي قطع، وأما: الوَجا فهو الحفا.
5/(حِ) من وَحَى يَحي وَحْيًا، والوحي: الإشارة والكتابة والكلام.
6/(خِ) وَخَى يَخِي وَخْيًا؛ أي: قصد.
7/(دِ) من وَدَى يَدِي وَدْيًا؛ أي: دفع الدية.
8, 9/(رَ) أ- من رَأَى يَرَى الهلالَ رُوْيةً ورَأْيًا ورَاءَةً.
ب- ومن وَرَى يَرِي القيحُ جوفَه وَرْيًا؛ أي: أفسده.
10/(س) من وَسَى يَسي زيدٌ رأسَ عمرو وَسْيًا؛ أي حلقه.
11/(شِ) من وَشَى يَشِي وَشْيًا، والوشي: نقش الثوب.
12/(صِ) من وَصَى يَصِي الشيءَ بالشيء وَصْيًا؛ أي وصله.
13/(عِ) من وَعَى يَعِي وَعْيًا؛ أي: حفظ وجمع.
14/(فِ) من وَفَى يَفِي وَفَاءً؛ بمعنى الوفاء العهد.
15/(قِ) من وَقَى يَقِي وَقْيًا ووِقَايَةً ووَاقِيَةً، بمعنى الحفظ، واو الوقاية مثلثة.
16/(كِ) من وَكَى يَكِي القِرْبةَ، والوكاء: رباط القربة وغيرها.
17/(لِ) من وَلَى يَلِي ولايةً، والولاية: الإمارة.
18/(مِ) وَمَى يَمِي وَمْيًا؛ أشار.
19/(نِ) وَنَى يَنِي وَنْيًا ووِناءً، أي: تعب.
20/(هِـ) وَهَى يَهِي وَهْيًا؛ أي: ضعف.